# عرجس
عرجس هي إحدى القرى اللبنانية من قرى قضاء زغرتا في محافظة الشمال. وأغلب سكانها هم من المارونيين الكاثوليك